# Villa Mascardi
Villa Mascardi es una localidad del Departamento Bariloche, Río Negro, Argentina.
Se encuentra a orillas del Lago Mascardi, dentro del parque nacional Nahuel Huapi, se accede por la Ruta Nacional 40 que lleva hasta el Bolsón. A partir de la Villa sale el camino que conduce a Pampa Linda,  la cascada los Alerces y el cerro Tronador.

## Urbanismo
La villa está considerada como una población rural. El casco está integrado por viviendas, una despensa, un destacamento de la Policía de Río Negro y una escuela pública.
En las afueras de la villa se encuentra una oficina de Guardaparques, una estación de servicio "ACA" y 4 alojamientos: Hotel Mascardi (Cerrado desde 2009), Hotel Gas del estado (Cerrado desde 1992), y los dos abiertos son el Hotel Tronador (privado) y las Cabañas Hueche Ruca del Obispado de San Isidro fundadas en 1962 por el padre Aníbal Coerezza, donde se alojan Grupos de Scouts y de diferentes escuelas parroquiales.
En los meses de noviembre y diciembre los prados que la rodean se visten de colores con las flores de lupinos (o chochos).

## Población
Durante el censo nacional de 1991 de fue considerada como población rural dispersa. Contó con 59 habitantes (Indec, 2010). Lo que representó un leve incremento frente a los 51 habitantes de 2001. La población se compuso de 33 varones y 26 mujeres, lo que resultó en un índice de masculinidad del 126.92%. En tanto, los hogares pasaron a ser 26.
El censo 2022 arrojó 48 viviendas con una población estable de 92 habitantes en el municipio.La población se conformó por 46 hombres y 46 mujeres. Gracias a este censo su pudo conocer su densidad y tamaño urbano. Sin embargo, las cifras obtenidas fueron estimativas solo teniendo en cuenta a la población en viviendas particulares; es decir, excluyendo del dato a la población institucional y las personas sin hogar.

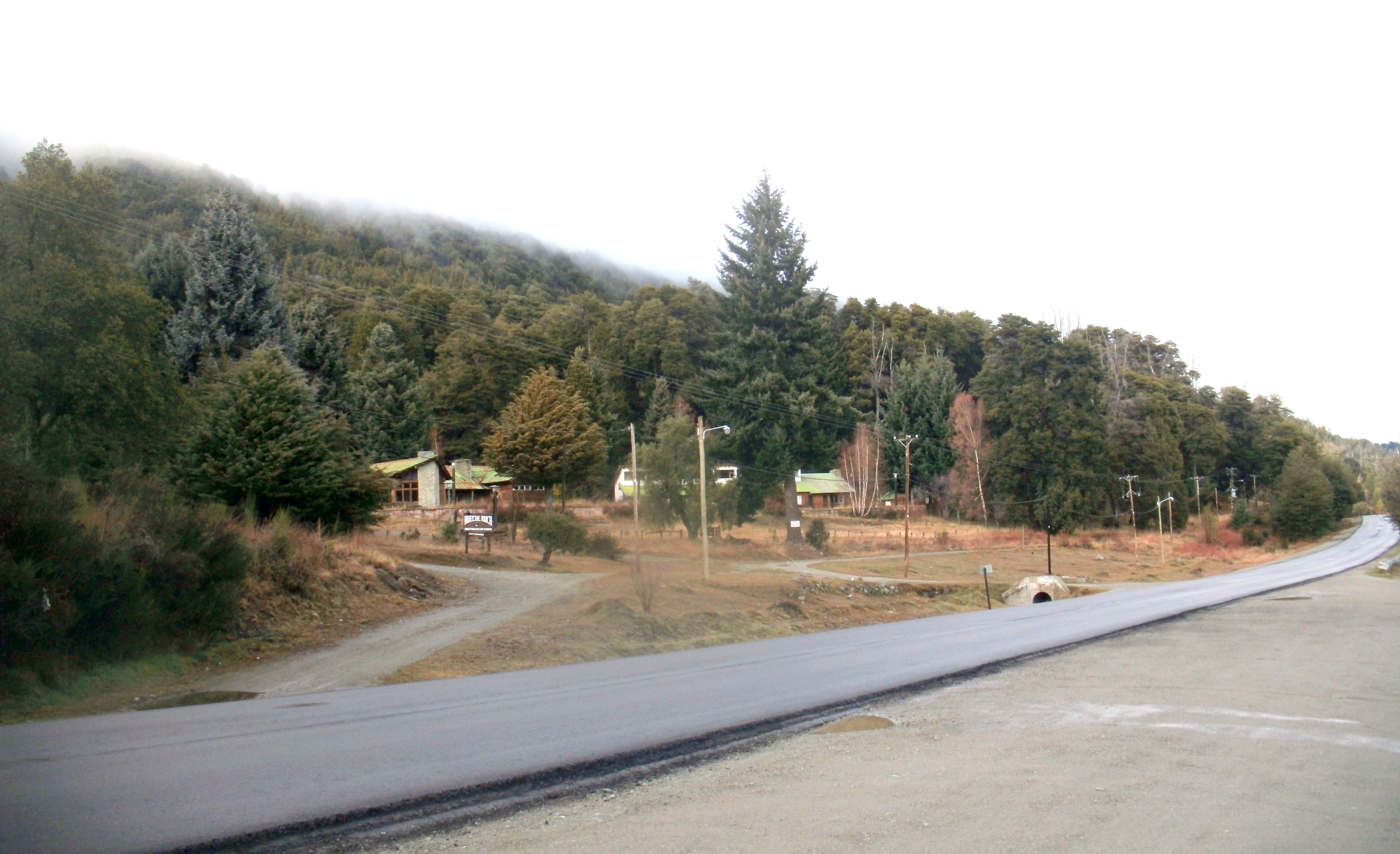
Viviendas cercanas a la ruta con densa vegetación aledaña.

| Gráfica de evolución demográfica de Mascardi entre {{{1}}} y 2022 |
|                                                                   |
| Fuente: Censos nacionales del INDEC                               |